# Duilio Lucarelli
Duilio Augusto Lucarelli (Roma, 1897 – Anzio, 1976) è stato un montatore italiano, particolarmente attivo ai tempi dei "Telefoni bianchi".

## Biografia
La sua attività di tecnico cinematografico ebbe inizio dopo la Grande Guerra grazie all'esperienza acquisita nel Regio Esercito, nel Genio "Specialità Riflettori", esperienza che mise a frutto nel modo della celluloide della Roma del primo dopoguerra, dove mosse i primi passi della sua carriera negli stabilimenti Cines di via Veio.
Amico di attori del calibro di Nino Besozzi, ebbe la soddisfazione di vedere la figlia Luciana Lucarelli nel ruolo della bambina di María Denis nel film La maestrina di Giorgio Bianchi del 1942, con Besozzi e Virgilio Riento.
Lavorò con i principali registi dell'epoca, fra i quali si ricordano Camillo Mastrocinque, Amleto Palermi e Max Neufeld. Uno dei film ai quali collaborò, I mariti (Tempesta d'anime), vinse un premio fuori concorso (Coppa della Mostra d'Arte Cinematografica) alla 9ª Mostra internazionale d'arte cinematografica di Venezia (1941). In famiglia si raccontava che al ritorno da Venezia, avendo constatato l'isolamento culturale dell'Italia (al concorso non parteciparono infatti produzioni anglosassoni ma erano presenti solo opere di registi appartenenti alle potenze dell'Asse) si lasciasse prendere dallo sconforto pronunciando le parole: "abbiamo perduto la guerra!"
Negli anni della maturità fu dirigente della filiale romana della Metro-Goldwyn-Mayer, dove continuò ad occuparsi del montaggio dei trailers delle pellicole hollywoodiane del dopoguerra.

## Filmografia
- 1945 Abbasso la miseria! (come Duilio Lucarelli)
- 1944 La fornarina
- 1944 Gran premio
- 1943 La maschera e il volto
- 1943 La statua vivente
- 1942 Colpi di timone
- 1942 Fedora
- 1942 Le vie del cuore
- 1942 Giungla
- 1941 La famiglia Brambilla in vacanza
- 1941 Le due tigri
- 1941 La fuggitiva (uncredited)
- 1941 I pirati della Malesia
- 1941 I mariti (Tempesta d'anime)
- 1941 Ridi pagliaccio
- 1940 San Giovanni decollato
- 1940 La zia smemorata
- 1940 La danza dei milioni
- 1940 Don Pasquale
- 1940 Fortuna
- 1940 Validità giorni dieci (come D. Lucarelli)
- 1940 Una lampada alla finestra
- 1939 Il segreto inviolabile
- 1939 Bionda sotto chiave